# Actinomycetota
Las actinobacterias (Actinomycetota o Actinobacteria) son un filo y clase de bacterias Gram positivas. La mayoría de ellas se encuentran en el suelo, e incluyen algunas de las más típicas formas de vida terrestre, jugando un importante rol en la descomposición de materia orgánica, como la celulosa y quitina. Estas bacterias renuevan las reservas de nutrientes en la tierra y son fundamentales en la formación de humus. La adaptación al hábitat terrestre es muy antigua, en el suelo son los seres más abundantes, promediando un 64% de la biomasa bacteriana.
Otras Actinobacterias habitan en las plantas y animales, incluyendo algunos patógenos, tales como las Mycobacterium.
Algunas actinobacterias forman filamentos ramificados que se asemejan en cierta forma a los micelios de los hongos, entre los cuales fueron clasificados originalmente con el antiguo nombre de Actinomycetes. La mayoría son aerobias, pero algunas, tales como Actinomyces israelii, pueden crecer bajo condiciones anaerobias. Al contrario que los Bacillota (el otro grupo principal de bacterias Gram positivas) tienen GC alto y las especies de algunos Actinomycetes producen esporas externas.
Muchas actinobacterias se destacan por su capacidad para producir compuestos que tienen características útiles en farmacología. En 1940 Selman Waksman descubrió en el suelo las bacterias que producen actinomicina, un descubrimiento que le valió el premio Nobel. Se han descubierto desde entonces centenares de antibióticos naturales en estos microorganismos terrestres, especialmente en el género Streptomyces.
En 2021 el nombre del filo fue cambiado a Actinomycetota, sin embargo el cambio de nombre de varios filos de procariotas en 2021, incluido Actinomycetota, sigue siendo controvertido entre los microbiólogos, muchos de los cuales continúan usando el nombre anterior Actinobacteria, de larga data en la literatura.
Representantes de este grupo:
- Actinomyces
- Arthrobacter
- Corynebacterium
- Frankia
- Micrococcus
- Micromonospora
- Mycobacterium
- Nocardia
- Propionibacterium
- Streptomyces

## Filogenia
Actinomycetota podría estar relacionado con otros filos monodérmicos como Bacillota y Chloroflexota, además parece haber cercanía con Cyanobacteriota y Deinococcota. Sin embargo, los árboles filogenéticos no son concluyentes.
Una filogenia interna algo consensuada en el GTDB y el Annotree es la siguiente:
|  | \| \| Humimicrobiia \| \| \| \| \| \| Aquicultoria \| \| \| \| |
|  |                                                                |
|  | Coriobacteriia                                                 |
|  |                                                                |
|  | Humimicrobiia                                                  |
|  |                                                                |
|  | Aquicultoria                                                   |
|  |                                                                |

|  | Humimicrobiia |
|  |               |
|  | Aquicultoria  |
|  |               |

|  | Rubrobacteria   |
|  |                 |
|  | Thermoleophilia |
|  |                 |

|  | \| \| Nitriliruptoria \| \| \| \| \| \| Actinomycetia \| \| \| \| |
|  |                                                                   |
|  | Nitriliruptoria                                                   |
|  |                                                                   |
|  | Actinomycetia                                                     |
|  |                                                                   |

|  | Nitriliruptoria |
|  |                 |
|  | Actinomycetia   |
|  |                 |

|  | \| \| Nitriliruptoria \| \| \| \| \| \| Actinomycetia \| \| \| \| |
|  |                                                                   |
|  | Nitriliruptoria                                                   |
|  |                                                                   |
|  | Actinomycetia                                                     |
|  |                                                                   |

|  | Nitriliruptoria |
|  |                 |
|  | Actinomycetia   |
|  |                 |

|  | Rubrobacteria   |
|  |                 |
|  | Thermoleophilia |
|  |                 |

|  | \| \| Nitriliruptoria \| \| \| \| \| \| Actinomycetia \| \| \| \| |
|  |                                                                   |
|  | Nitriliruptoria                                                   |
|  |                                                                   |
|  | Actinomycetia                                                     |
|  |                                                                   |

|  | Nitriliruptoria |
|  |                 |
|  | Actinomycetia   |
|  |                 |

|  | \| \| Nitriliruptoria \| \| \| \| \| \| Actinomycetia \| \| \| \| |
|  |                                                                   |
|  | Nitriliruptoria                                                   |
|  |                                                                   |
|  | Actinomycetia                                                     |
|  |                                                                   |

|  | Nitriliruptoria |
|  |                 |
|  | Actinomycetia   |
|  |                 |

|  | Rubrobacteria   |
|  |                 |
|  | Thermoleophilia |
|  |                 |

|  | \| \| Nitriliruptoria \| \| \| \| \| \| Actinomycetia \| \| \| \| |
|  |                                                                   |
|  | Nitriliruptoria                                                   |
|  |                                                                   |
|  | Actinomycetia                                                     |
|  |                                                                   |

|  | Nitriliruptoria |
|  |                 |
|  | Actinomycetia   |
|  |                 |

|  | \| \| Nitriliruptoria \| \| \| \| \| \| Actinomycetia \| \| \| \| |
|  |                                                                   |
|  | Nitriliruptoria                                                   |
|  |                                                                   |
|  | Actinomycetia                                                     |
|  |                                                                   |

|  | Nitriliruptoria |
|  |                 |
|  | Actinomycetia   |
|  |                 |

|  | Rubrobacteria   |
|  |                 |
|  | Thermoleophilia |
|  |                 |

|  | \| \| Nitriliruptoria \| \| \| \| \| \| Actinomycetia \| \| \| \| |
|  |                                                                   |
|  | Nitriliruptoria                                                   |
|  |                                                                   |
|  | Actinomycetia                                                     |
|  |                                                                   |

|  | Nitriliruptoria |
|  |                 |
|  | Actinomycetia   |
|  |                 |

|  | \| \| Nitriliruptoria \| \| \| \| \| \| Actinomycetia \| \| \| \| |
|  |                                                                   |
|  | Nitriliruptoria                                                   |
|  |                                                                   |
|  | Actinomycetia                                                     |
|  |                                                                   |

|  | Nitriliruptoria |
|  |                 |
|  | Actinomycetia   |
|  |                 |

|  | \| \| Humimicrobiia \| \| \| \| \| \| Aquicultoria \| \| \| \| |
|  |                                                                |
|  | Coriobacteriia                                                 |
|  |                                                                |
|  | Humimicrobiia                                                  |
|  |                                                                |
|  | Aquicultoria                                                   |
|  |                                                                |

|  | Humimicrobiia |
|  |               |
|  | Aquicultoria  |
|  |               |

|  | Rubrobacteria   |
|  |                 |
|  | Thermoleophilia |
|  |                 |

|  | \| \| Nitriliruptoria \| \| \| \| \| \| Actinomycetia \| \| \| \| |
|  |                                                                   |
|  | Nitriliruptoria                                                   |
|  |                                                                   |
|  | Actinomycetia                                                     |
|  |                                                                   |

|  | Nitriliruptoria |
|  |                 |
|  | Actinomycetia   |
|  |                 |

|  | \| \| Nitriliruptoria \| \| \| \| \| \| Actinomycetia \| \| \| \| |
|  |                                                                   |
|  | Nitriliruptoria                                                   |
|  |                                                                   |
|  | Actinomycetia                                                     |
|  |                                                                   |

|  | Nitriliruptoria |
|  |                 |
|  | Actinomycetia   |
|  |                 |

|  | Rubrobacteria   |
|  |                 |
|  | Thermoleophilia |
|  |                 |

|  | \| \| Nitriliruptoria \| \| \| \| \| \| Actinomycetia \| \| \| \| |
|  |                                                                   |
|  | Nitriliruptoria                                                   |
|  |                                                                   |
|  | Actinomycetia                                                     |
|  |                                                                   |

|  | Nitriliruptoria |
|  |                 |
|  | Actinomycetia   |
|  |                 |

|  | \| \| Nitriliruptoria \| \| \| \| \| \| Actinomycetia \| \| \| \| |
|  |                                                                   |
|  | Nitriliruptoria                                                   |
|  |                                                                   |
|  | Actinomycetia                                                     |
|  |                                                                   |

|  | Nitriliruptoria |
|  |                 |
|  | Actinomycetia   |
|  |                 |

|  | Rubrobacteria   |
|  |                 |
|  | Thermoleophilia |
|  |                 |

|  | \| \| Nitriliruptoria \| \| \| \| \| \| Actinomycetia \| \| \| \| |
|  |                                                                   |
|  | Nitriliruptoria                                                   |
|  |                                                                   |
|  | Actinomycetia                                                     |
|  |                                                                   |

|  | Nitriliruptoria |
|  |                 |
|  | Actinomycetia   |
|  |                 |

|  | \| \| Nitriliruptoria \| \| \| \| \| \| Actinomycetia \| \| \| \| |
|  |                                                                   |
|  | Nitriliruptoria                                                   |
|  |                                                                   |
|  | Actinomycetia                                                     |
|  |                                                                   |

|  | Nitriliruptoria |
|  |                 |
|  | Actinomycetia   |
|  |                 |

|  | Rubrobacteria   |
|  |                 |
|  | Thermoleophilia |
|  |                 |

|  | \| \| Nitriliruptoria \| \| \| \| \| \| Actinomycetia \| \| \| \| |
|  |                                                                   |
|  | Nitriliruptoria                                                   |
|  |                                                                   |
|  | Actinomycetia                                                     |
|  |                                                                   |

|  | Nitriliruptoria |
|  |                 |
|  | Actinomycetia   |
|  |                 |

|  | \| \| Nitriliruptoria \| \| \| \| \| \| Actinomycetia \| \| \| \| |
|  |                                                                   |
|  | Nitriliruptoria                                                   |
|  |                                                                   |
|  | Actinomycetia                                                     |
|  |                                                                   |

|  | Nitriliruptoria |
|  |                 |
|  | Actinomycetia   |
|  |                 |

## Taxonomía
La taxonomía actualmente aceptada se basa en la Lista de Nombres Procariotas con pie en la nomenclatura (LPSN) y el Centro Nacional para la Información Biotecnológica (NCBI).

- Especie "Cathayosporangium alboflavum"
- Especie "Candidatus Planktophila limnetica"
- Especie "Tonsillophilus suis"
- Clase Rubrobacteria
  - Orden Rubrobacterales
    - Familia Rubrobacteraceae
- Clase Thermoleophilia (Thermoleophilidae)
  - Orden Gaiellales
    - Familia Gaiellaceae

  - Orden Thermoleophilales
    - Familia Thermoleophilaceae

  - Orden Solirubrobacterales
    - Familia Conexibacteraceae
    - Familia Patulibacteraceae
    - Familia Solirubrobacteraceae
- Clase Coriobacteriia
  - Orden Coriobacteriales
    - Familia Atopobiaceae
    - Familia Coriobacteriaceae

  - Orden Eggerthellales
    - Familia Eggerthellaceae
- Clase Acidimicrobiia (Acidimicrobidae)
  - Orden Acidimicrobiales [Acidimicrobineae]
    - Familia Acidimicrobiaceae
    - Familia Iamiaceae
    - Familia "Microthrixaceae"
- Clase Nitriliruptoria (Nitriliruptoridae)
  - Orden Egibacterales
    - Familia Egibacteraceae

  - Orden Egicoccales
    - Familia Egicoccaceae

  - Orden Euzebyales
    - Familia Euzebyaceae

  - Orden Nitriliruptorales
    - Familia Nitriliruptoraceae
- Clase Actinomycetes
  - Especie "Boyliae praeputiale"
  - Orden "Actinomarinales" (Actinomarinidae)
    - Familia "Actinomarinaceae"

  - Orden Acidothermales
    - Familia Acidothermaceae

  - Orden "Catenulisporales" (Catenulisporineae)
    - Familia Actinospicaceae
    - Familia Catenulisporaceae

  - Orden "Streptomycetales" (Streptomycetineae)
    - Familia Streptomycetaceae

  - Orden Geodermatophilales
    - Familia Geodermatophilaceae

  - Orden Frankiales (Frankineae)
    - Familia Motilibacteraceae
    - Familia Cryptosporangiaceae
    - Familia Frankiaceae
    - Familia Sporichthyaceae

  - Orden Nakamurellales
    - Familia Nakamurellaceae [Microsphaeraceae]

  - Orden "Kineosporiales" (Kineosporineae)
    - Familia Kineosporiaceae

  - Orden Micrococcales [Arthrobacteria; Micrococcineae; Flavobacterium oceanosedimentum; Bifidobacteriales; Actinomycetales]
    - Familia Intrasporangiaceae
    - Familia Microbacteriaceae
    - Familia Cellulomonadceae
    - Familia Promicromonosporaceae
    - Familia Sanguibacteraceae
    - Familia Rarobacteraceae
    - Familia Jonesiaceae
    - Familia Bogoriellaceae
    - Familia Beutenbergiaceae
    - Familia Ruaniaceae
    - Familia Actinomycetaceae
    - Familia Demequinaceae
    - Familia Dermabacteraceae
    - Familia Brevibacteriaceae
    - Familia Micrococcaceae

  - Orden "Propionibacteriales" (Propionibacterineae)
    - Familia Nocardioidaceae
    - Familia Propionibacteriaceae

  - Orden "Streptosporangiales" (Streptosporangineae)
    - Familia Streptosporangiaceae
    - Familia Nocardiopsaceae
    - Familia Thermomonosporaceae

  - Orden "Jiangellales" (Jiangellineae)
    - Familia Jiangellaceae

  - Orden "Glycomycetales" (Glycomycetineae)
    - Familia Glycomycetaceae

  - Orden "Micromonosporales" (Micromonosporineae; Actinoplanales]
    - Familia Micromonosporaceae

  - Orden "Pseudonocardiales" (Pseudonocardineae
    - Familia Pseudonocardiaceae

  - Orden "Corynebacteriales" (Corynebacterineae; Mycobacteria)
    - Familia Segniliparaceae
    - Familia Nocardiaceae [Gordoniaceae; Williamsiaceae]
    - Familia Dietziaceae
    - Familia Corynebacteriaceae
    - Familia Tsukamurellaceae
    - Familia Mycobacteriaceae

## Galería

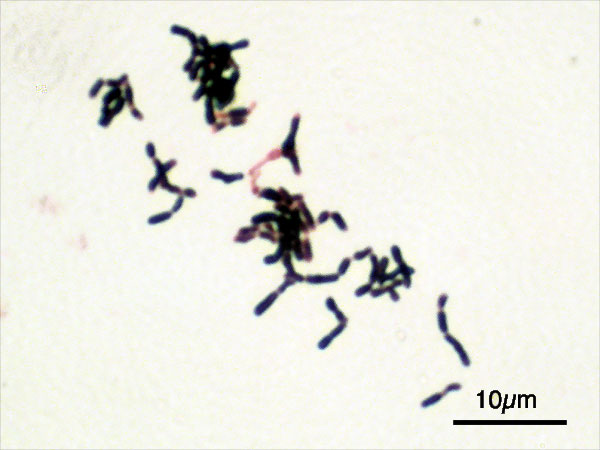
Bifidobacterium adolescentis
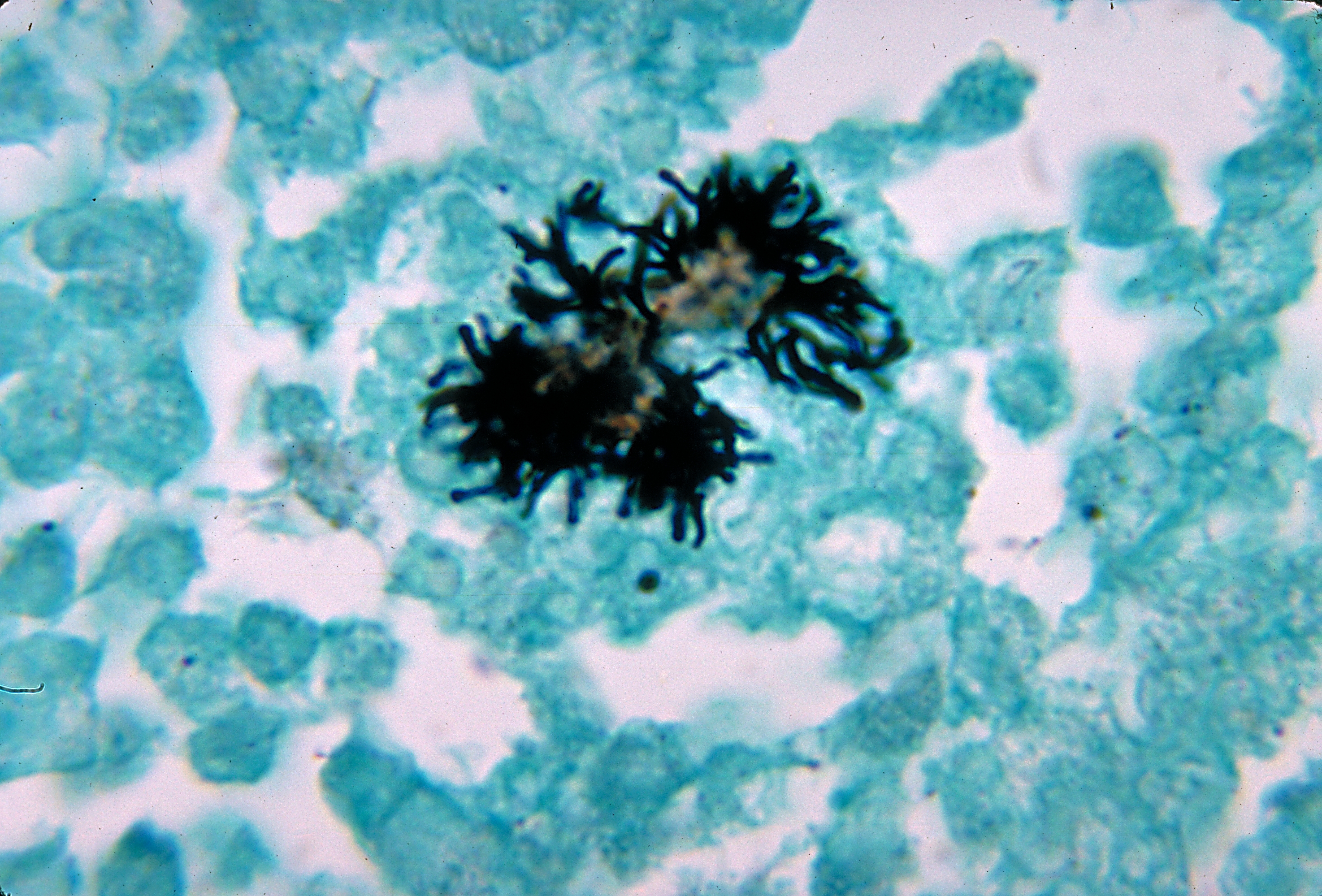
Actinomyces naeslundii
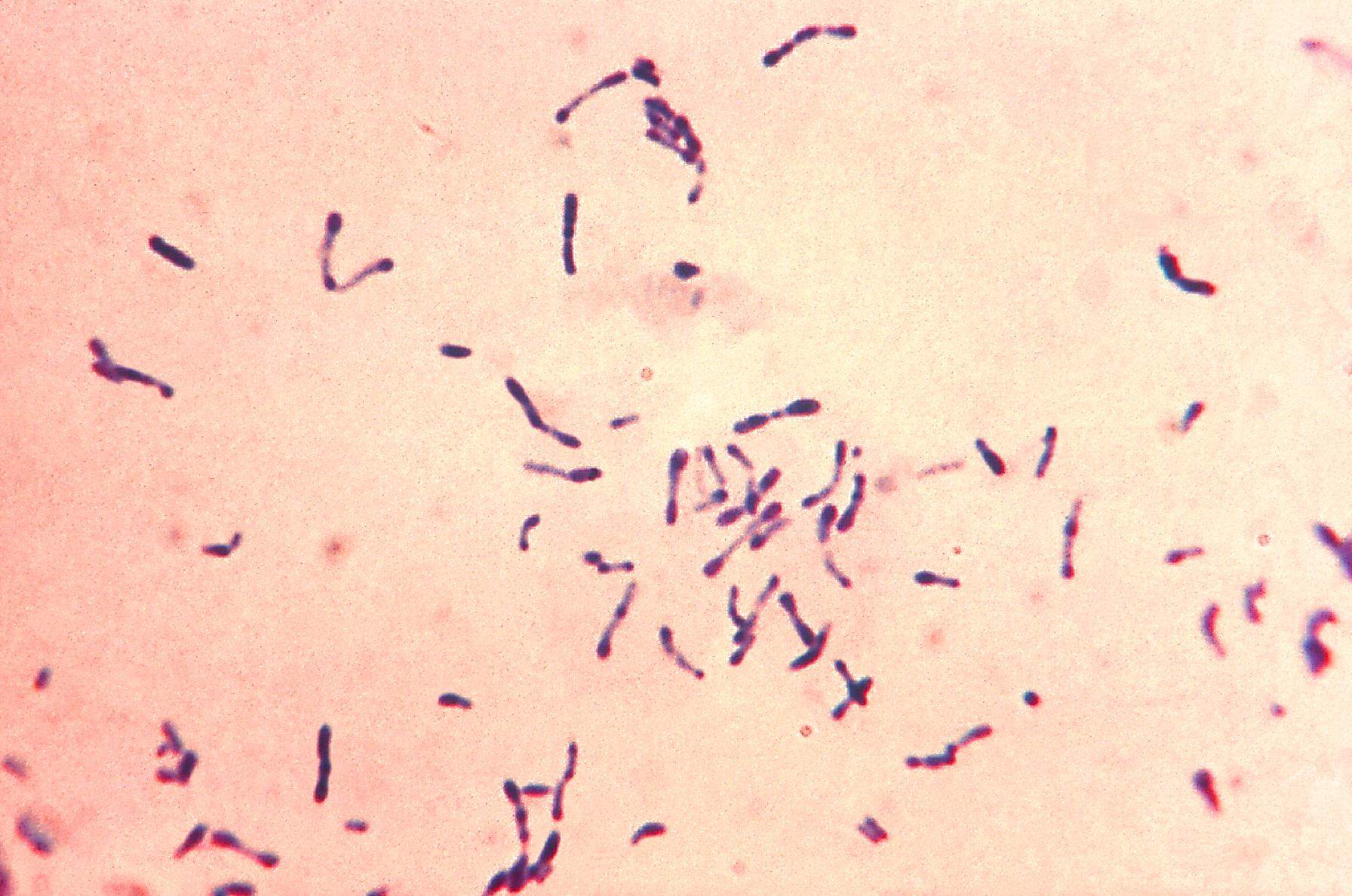
Corynebacterium diphtheriae
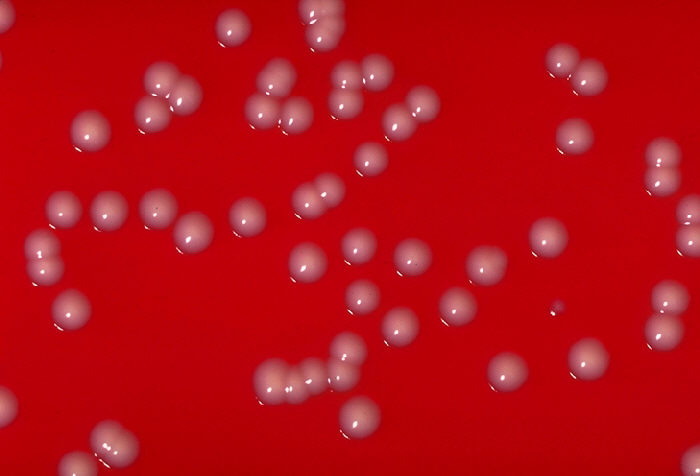
Corynebacterium ulcerans
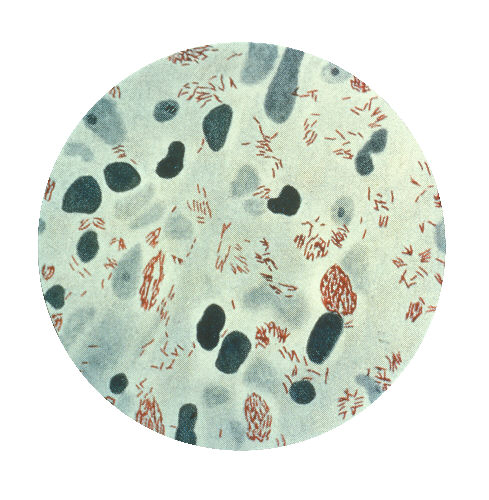
Mycobacterium leprae
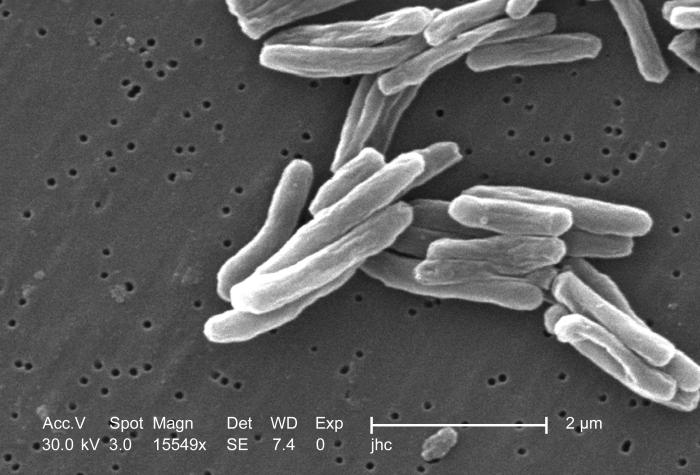
Mycobacterium tuberculosis
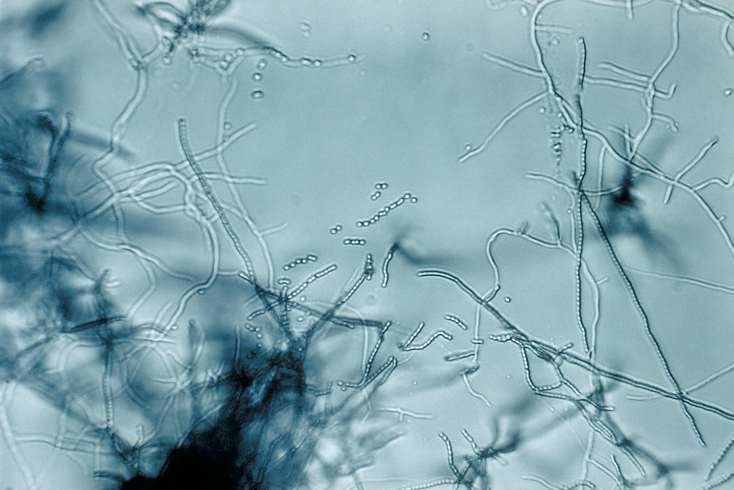
Streptomyces